# Переяслівська сільська рада
Перея́слівська сільська́ ра́да — адміністративно-територіальна одиниця та орган місцевого самоврядування в Ніжинському районі Чернігівської області. Адміністративний центр — село Переяслівка.

## Загальні відомості
Переяслівська сільська рада утворена у 1963 році.
- Територія ради: 23,054 км²
- Населення ради: 480 осіб (станом на 2001 рік)

## Населені пункти
Сільській раді підпорядковані населені пункти:
- с. Переяслівка

## Склад ради
Рада складається з 12 депутатів та голови.
- Голова ради:Охонько Олександр Миколайович
- Секретар ради: Конончук Алла Василівна

### Керівний склад попередніх скликань
| Прізвище, ім'я, по батькові  | Основні відомості                                                         | Дата обрання | Дата звільнення |
| ---------------------------- | ------------------------------------------------------------------------- | ------------ | --------------- |
| Безпалий Анатолій Степанович | Сільський голова, 1964 року народження, безпартійний                      | 26.03.2006   | 31.10.2010      |
| Черевко Володимир Васильович | Сільський голова, 1963 року народження, освіта вища, член Партії регіонів | 31.10.2010   |                 |

Примітка: таблиця складена за даними сайту Верховної Ради України

### Депутати
За результатами місцевих виборів 2010 року депутатами ради стали:

#### За суб'єктами висування
| Суб'єкт висування           | Кількість обраних депутатів | %    |
| --------------------------- | --------------------------- | ---- |
| Самовисування               | 11                          | 91,7 |
| Комуністична партія України | 1                           | 8,3  |

#### За округами
| № округу                    | Прізвище, ім'я, по батькові    | Дата визнання обраним | Освіта  | Партійна приналежність            | Відомості про обраного депутата                 |
| --------------------------- | ------------------------------ | --------------------- | ------- | --------------------------------- | ----------------------------------------------- |
| Комуністична партія України |                                |                       |         |                                   |                                                 |
| 11                          | Товстуха Марія Михайлівна      | 07.11.2010            | середня | член Комуністичної партії України | Крутівське СТ, завідувачка магазину             |
| Самовисування               |                                |                       |         |                                   |                                                 |
| 1                           | Улянченко Олександра Андріївна | 07.11.2010            | середня | позапартійна                      | тимчасово не працює                             |
| 2                           | Литвинець Григорій Васильович  | 07.11.2010            | середня | позапартійний                     | пенсіонер                                       |
| 3                           | Конончук Алла Василівна        | 07.11.2010            | середня | позапартійна                      | Переяславська сільська рада, секретар           |
| 4                           | Остапенко Ганна Олексіївна     | 07.11.2010            | середня | позапартійна                      | пенсіонер                                       |
| 5                           | Дерека Парасковія Степанівна   | 07.11.2010            | середня | позапартійна                      | пенсіонер                                       |
| 6                           | Глущенко Микола Павлович       | 07.11.2010            | вища    | позапартійний                     | пенсіонер                                       |
| 7                           | Остапенко Ольга Андріївна      | 07.11.2010            | середня | позапартійна                      | пенсіонер                                       |
| 8                           | Солонець Ніна Григорівна       | 07.11.2010            | середня | позапартійна                      | пенсіонер                                       |
| 9                           | Безпала Валентина Іванівна     | 07.11.2010            | середня | позапартійна                      | Переяславський сільський клуб, завідувачка      |
| 10                          | Буду Василь Миколайович        | 07.11.2010            | середня | позапартійний                     | тимчасово не працює                             |
| 12                          | Черевко Наталія Миколаївна     | 07.11.2010            | середня | позапартійна                      | Переяслівська сільська рада, головний бухгалтер |